# Bastia
Bastia (wymowaⓘ, kors. Bastìa) – główne miasto handlowe i przemysłowe na Korsyce, główny ośrodek administracyjny departamentu Górna Korsyka. Miasto zostało założone w XIV wieku. Ma dobrze rozwinięty przemysł metalowy i tytoniowy. Dzięki dostępowi do Morza Śródziemnego i długiej historii Bastia jest dużym ośrodkiem rekreacyjnym z plażą i kąpieliskami. Oprócz starego miasta ma inne turystyczne atrakcje takie jak:
- średniowieczna twierdza z XVI w.,
- katedra Ste Marie XVII w.,
- kościoły z XVII w.,
- stara przystań, wykorzystywana dla łodzi i jachtów.

Bastia jest również siedzibą francuskiego klubu piłki nożnej SC Bastia.
Według danych na rok 1990 gminę zamieszkiwało 37 845 osób, a gęstość zaludnienia wynosiła 1953 osoby/km².

## Transport
W odległości 20 km na południe od miasta znajduje się port lotniczy Bastia-Poretta. W mieście znajduje się stacja kolejowa Gare de Bastia na linii kolejowej Bastia – Ajaccio. Znajduje się tutaj także port morski, do którego przypływają statki handlowe oraz promy łączące Bastię z Marsylią i Livorno.

## Galeria

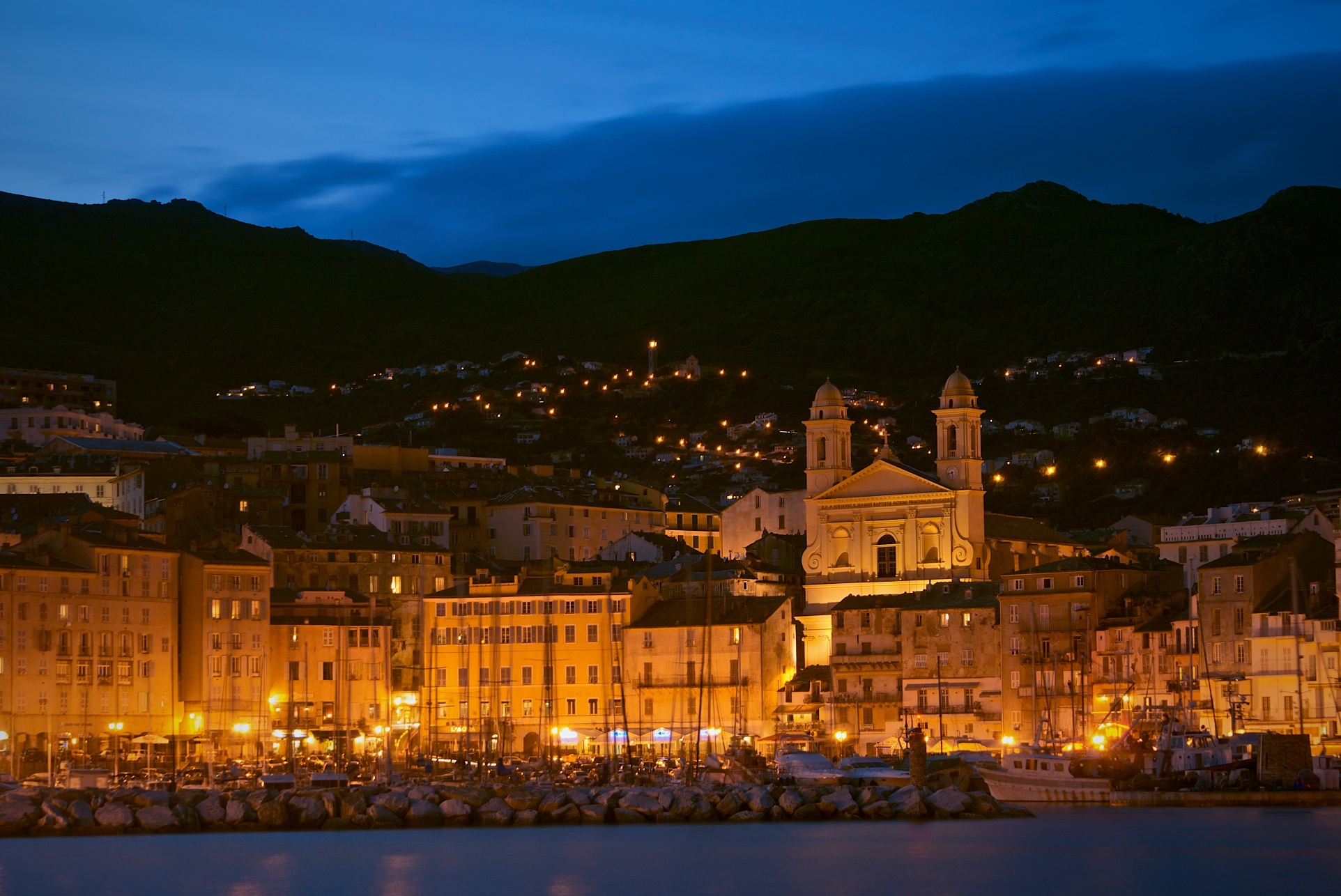
Stary port w Bastii
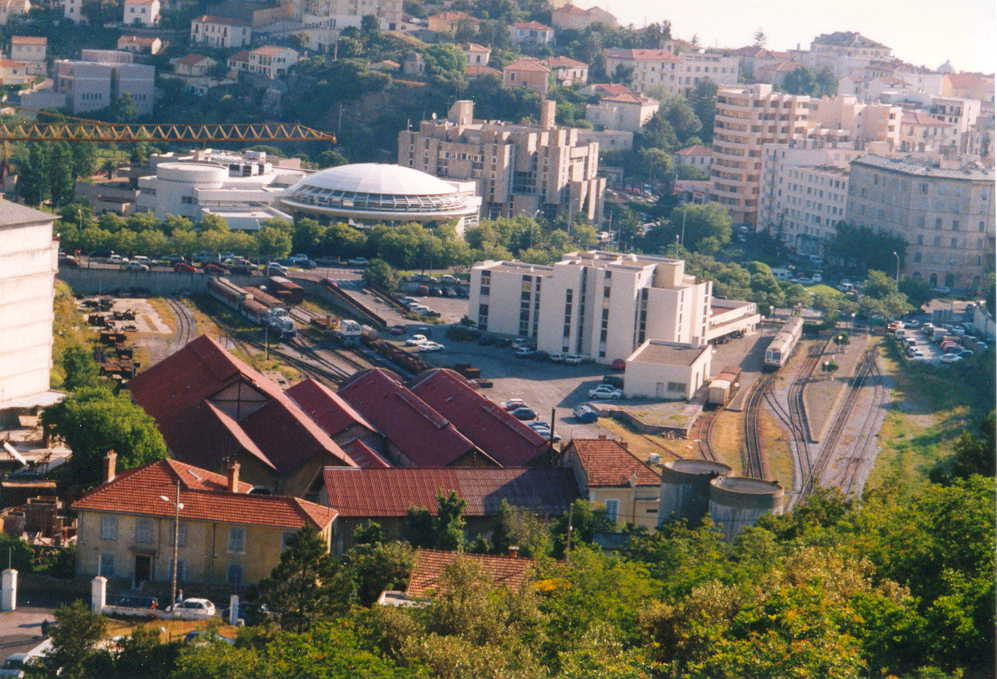
Dworzec kolejowy w Bastii